# Hoằng Khánh (nhà Thanh)
Hoằng Khánh (chữ Hán: 弘慶; 4 tháng 9 năm 1724 – 30 tháng 3 năm 1769), Ái Tân Giác La, là một Tông thất của nhà Thanh trong lịch sử Trung Quốc.

## Cuộc đời
Hoằng Khánh được sinh ra vào giờ Thìn, ngày 17 tháng 7 (âm lịch) năm Ung Chính thứ 2 (1724), trong gia tộc Ái Tân Giác La. Ông là con trai thứ ba của Du Khác Quận vương Dận Vu, mẹ ông là Trắc Phúc tấn Qua Nhĩ Giai thị (瓜爾佳氏). Năm Ung Chính thứ 9 (1731), tháng 6, phụ thân ông qua đời, nên ông được tập tước Du Quận vương (愉郡王) đời thứ 2.
Năm Càn Long thứ 15 (1750), tháng 9, nhậm chức Tổng quản Chính Lam kỳ Giác La học. Năm thứ 27 (1762), tháng 5, nhậm Tông Nhân phủ Hữu tông chính. Năm thứ 28 (1763), tháng 7, điều làm Tả tông chính. Năm thứ 34 (1769), ngày 23 tháng 12 (âm lịch), giờ Sửu, ông qua đời, thọ 46 tuổi, được truy thụy Du Cung Quận vương (愉恭郡王).

## Gia quyến

### Thê thiếp
- Đích Phúc tấn: Nạp Lan thị (納喇氏), con gái của Thị lang Vĩnh Thụy (永綬) – là chị gái của Thư phi.
- Trắc Phúc tấn: Vương thị (王氏), con gái của Lục phẩm Quản lãnh Lục Cách (六格).
- Thứ Phúc tấn: Vương thị (王氏), con gái của Tam đẳng Thị vệ Thiên Đồ (篇圖).

### Hậu duệ
- Con trai:

1. Vĩnh Tiến (永臶; 1766 – 1820), mẹ là Đích Phúc tấn Nạp Lan thị. Năm 1770 được tập tước Du Quận vương (愉郡王) và được phong Bối lặc (貝勒). Có mười một con trai.
2. Vĩnh Lặc (永勒; 1766 – 1799), mẹ là Thứ Phúc tấn Vương thị. Năm 1790 được phong làm Phụng ân Tướng quân (奉恩將軍). Vô tự.

- Con gái:

1. Trưởng nữ, mẹ là Đích Phúc tấn Nạp Lan thị. Tháng 3 năm Càn Long thứ 26 (1761) thành hôn với Phúc Linh An – con trai trưởng của Đại học sĩ Phó Hằng.
2. Thứ nữ, được phong làm Huyện chúa, kết hôn với Thư Mục Lộc thị Ngạch Nhĩ Đăng Bố (額爾登布)
3. Tam nữ (1745 – ?), mẹ là Đích Phúc tấn Nạp Lan thị, được phong làm Huyện chúa. Tháng giêng năm Càn Long thứ 23 (1758) đính hôn với Tam đẳng Thị vệ Cảnh Lượng (景亮) của Hán quân Chính Bạch kỳ Qua Nhĩ Giai thị, đến tháng 11 năm 1762 thì chính thức thành hôn.
4. Tứ nữ, mẹ là Trắc Phúc tấn Vương thị, được phong lam Huyện quân. Năm Càn Long thứ 38 (1773) kết hôn với Tứ đẳng Đài cát Trát Lạp Ngõa (扎拉瓦) hay Trát Nhĩ Ngõa (扎爾瓦), con trai của Ngạc Hán Nhị đẳng Đài cát Căn Đôn Tra Nhĩ (根敦查爾).